# Tabanus nigrefronti
Tabanus nigrefronti är en tvåvingeart som beskrevs av Liu 1981. Tabanus nigrefronti ingår i släktet Tabanus och familjen bromsar. Inga underarter finns listade i Catalogue of Life.